# 사카키 히데오
사카키 히데오(일본어: 榊 英雄, Hideo Sakaki, 1970년 6월 4일 ~ )는 일본의 배우, 영화 감독이다.
고토시에서 태어났다.

## 방송
- 협반 ~남자의 밥~
- 야행 관람차
- 파워레인저 고버스터즈
- 런어웨이 ~ 사랑하는 너를 위해서
- 언페어 스페셜 ~ 더블미닝 이중정의~

## 영화
- 바람의 검 - 적영자 (2019년)
- 레드 블레이드: 최강닌자소녀의 탄생 (2018년)
- 살아가는 거리 (2018년)
- 츠바사의 알몸 연극 (2017년)
- 아게하의 나체공연 (2017년)
- 앨리 캣 (2016년)
- 협반 ~남자의 밥~ (2016년)
- 키야거리의 달마 (2014년)
- 소년, 소녀 그리고 바다 (2014년)
- 꽃과 뱀: 더 제로 (2014년)
- 토마토의 물방울 (2012년)
- 파워레인저 고버스터즈 - 에네트론 타워를 지켜라! (2012년) - 쿠로키 다케시 역
- 파워레인저 고버스터즈 (2012년)
- 무시당한 사람들 (2012년)
- 극장판 가면라이더 vs 파워레인저 슈퍼히어로 대전 (2012년) - 쿠로키 타케시 역
- 탐정은 바에 있다 (2011년)
- 우연한 납치범 (2010년)
- 센티미엔토: 사랑의 감각 (2009년)
- 사무라이 스쿨 (2008년)
- 히트메이커: 아쿠 유우 이야기 (2008년)
- 판도라 1 (2008년)
- 휴가 (2008년)
- 다크 러브 레이프 (2008년)
- 돌격! 남자 훈련소 (2008년)
- 에스에스 (2007년)
- 러브데스 (2006년)
- 버수스 2 (2006년) - 남자 역
- 혐오스런 마츠코의 일생 (2006년)
- 행복하면 손뼉을 치자 (2005년)
- 파라다이스 (2005년)
- 야쿠자의 아내들: 정염 (2005년)
- 가차폰 (2004년)
- 전업주부 (2004년)
- 블랙키스 (2004년)
- 고질라 - 파이널 워즈 (2004년)
- 자살 메뉴얼 (2003년)
- 종착역의 다음 역 (2003년)
- 지옥갑자원 (2003년)
- 소녀 검객 아즈미 대혈전 (2003년)
- 얼라이브 (2002년)
- 주온 - 극장판 (2002년)
- 버수스 (2000년)
- 이 창문은 너의 것 (1994년)